# Venturia
Venturia ist eine Gattung der Schlauchpilze (Ascomycota) aus der Ordnung Venturiales. Die Pilze verursachen Erkrankungen von Obst- und anderen Laubbäumen, die als Schorf bezeichnet werden.

## Merkmale

### Makroskopische Merkmale
Die Fruchtkörper sind im Wirtsgewebe eingebettet und bilden ein schorfiges Aussehen an der Oberfläche.

### Mikroskopische Merkmale
Die kleinen Fruchtkörper bestehen aus perithecienähnlichen Pseudothecien, die einzeln oder in Gruppen ausgebildet sein können, und die eine winzige, oberflächliche, warzenförmige Öffnung, das Ostiolum, besitzen. Das Ostiolum kann selten auch mit Borsten versehen sein. Die Zellwände des Fruchtkörpers sind aus braunen, dickwandigen Zellen, dem Pseudoparenchym, aufgebaut, die inneren Zellwände sind aber hyalin und dünnwandig. Im Zentrum des Fruchtkörpers befinden sich fädige verzweigte und septierte Pseudoparaphysen. Die Asci sind bitunicat, also zweischichtig, zylindrisch oder länglich, kurz gestielt und mit immer acht Sporen. Diese sind länglich, elliptisch, keulig oder spindelförmig von oliv-grüner bis blass- oder dunkelbrauner Farbe. Sie können glatt oder warzig oder leicht stachelig sein, manchmal mit einer dünnen gallertigen Hülle. Sie sind unterhalb oder oberhalb der Mitte septiert, manchmal dort etwas eingeschnürt.

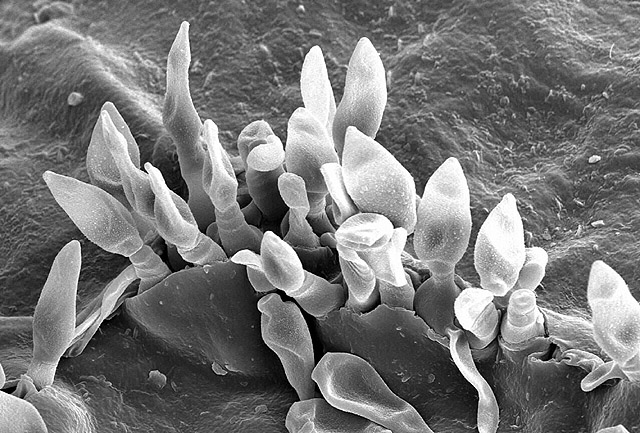
Rasterelekronenmikroskopische Aufnahme der Sporen des Apfelschorfs (Venturia inaequalis), die aus dem Gewebe herausbrechen

Die Nebenfruchtformen werden Fusicladium, Cladosporium, Pollaccia und Spilocaea zugeordnet. Bei Fusicladium ist das Mycel eingebettet und besitzt oft ein Stroma. Die Konidiophoren sind einfach oder einmal verzweigt und meist büschelig angeordnet. Die Konidien sind einzeln oder in kurzen Ketten und oft spindelförmig. Sie sind 0-3x septiert, blass bis olivbraun und feinwarzig.
Bei Cladosporium sind die Kolonien flaumig, flockig und nur manchmal mit einem Stroma. Die Konidiophoren sind gerade oder gebogen, meist unverzweigt. Die Konidien sind in Ketten angeordnet, einfach, zylindrisch bis länglich, aber auch kugelig, oft mit einer Kerbe an der Basis. Sie sind glatt, warzig oder stachelig und 0-3x septiert.
Wenn die Nebenfruchtform Pollaccia ist, so werden unregelmäßig verteilte, manchmal zusammenfließende Sporodochien gebildet. Ein Stroma wird in oder unter der Epidermis gebildet. Die Konidiophoren sind einfach, glatt, zusammengedrängt, hyalin bis olivgrün. Die Konidien sind einzeln, zylindrisch oder elliptisch, stumpf an der Basis und abgerundet an der Spitze. Sie sind hyalin oder olivenfarben, glatt oder warzig, 1-2x septiert. Als vierte Form kann Spilocaea gebildet werden. Hier ist das Mycel im Gewebe und bildet runde Scheiben. Meist ist ein Stroma vorhanden. Die Konidiophoren sind meist einfach, gerade oder gebogen, braun und glatt. Die Konidien sind einzeln, meist birnenförmig bis keulig. Sie sind blass bis olivbraun, un- oder einfach septiert, selten mehr, manchmal am Septum eingeschnürt.

## Ökologie und Bedeutung
Die Arten leben alle parasitisch auf lebendem Pflanzengewebe, meist auf den Blättern. Manche Arten bilden Fruchtkörper auf den überwinterten Blättern.

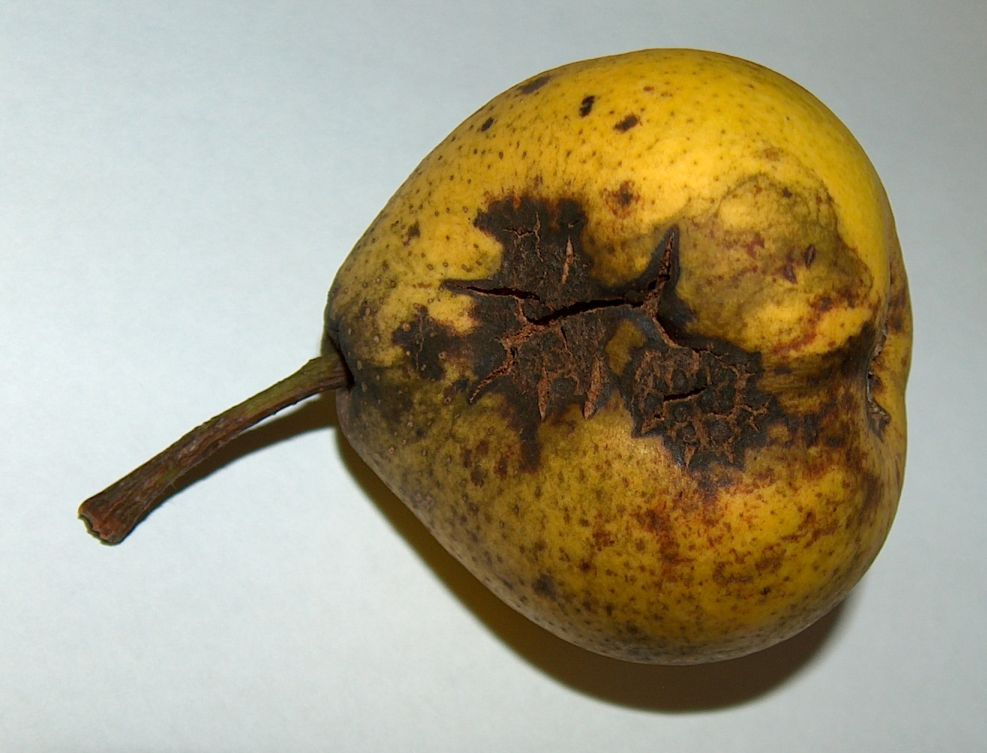
Birnenschorf

Da mehrere Arten auf Obstbäumen vorkommen, sind diese von besonders wirtschaftlicher Bedeutung. Es ist dies vor allem der Pfirsichschorf (Venturia carpophila), der neben Pfirsichen auch Nektarinen, Aprikosen, Pflaumen und Mandeln befällt, der Kirschenschorf (Venturia cerasi), der Apfelschorf (Venturia inaequalis) und der Birnenschorf (Venturia pyrina).

## Ausbreitung und Bekämpfung
Die Pilze selbst überwintern auf dem abgefallenen Laub als Ascosporen (Wintersporen), die bei Regen im Frühjahr hochgeschleudert werden und bei einer ausreichend langen Regenperiode Blätter oder auch Früchte befallen, wobei sie nur die Cuticula durchdringen. Das Maximum des Sporenfluges fällt oft mit der Blüte der Obstkulturen zusammen. Im Sommer bilden sich an den befallenen Stellen Konidien (Sommersporen).
Das Zusammenrechen oder -harken des abgefallenen Laubes und dessen fachgerechte Kompostierung dient dem Schutz vor übermäßigem Befall. Diese Maßnahme kann aber allenfalls im Kleingarten durchgeführt werden. Der Erwerbsanbau schützt die Bäume nach wie vor durch die auf einem Warndienst (Schorfprognose) basierende, terminlich gezielte Ausbringung von Pflanzenschutzmitteln. Ein für die Arten an Kernobst geeignetes biologisches Fungizid ist das Bakterium Bacillus subtilis, Stamm QST 713.

## Name
Der Gattungsname ehrt den italienischen Botaniker Antonio Venturi (1805–1864), nicht den Bryologen Gustavo Venturi.

## Taxonomie
Arten der Gattung Fusicladium werden zu Venturia gezählt, da erstere die Nebenfruchtform, zweitere die Hauptfruchtform bilden. Auch manche Arten von Cladosporium, Pollaccia und Spilocaea bilden Nebenfruchtformen von Venturia. Die Typusart ist Venturia inaequalis. Die Gattung enthält 57 Arten:
- Venturia acerina
- Venturia aceris
- Venturia adusta
- Venturia anemones
- Venturia asperata
- Venturia atriseda
- Venturia aucupariae
- Pfirsichschorf (Venturia carpophila)
- Venturia centaureae
- Venturia cephalariae
- Kirschenschorf (Venturia cerasi)
- Venturia chamaemori
- Venturia chlorospora
- Venturia comari
- Venturia crataegii
- Venturia ditricha
- Venturia epilobii
- Venturia eres
- Venturia fraxini
- Venturia geranii
- Venturia helvetica
- Venturia hystrioides
- Apfelschorf (Venturia inaequalis)
- Venturia integra
- Venturia juncaginearum
- Venturia kunzei
- Venturia lonicerae
- Venturia macularis, an Pappel
- Venturia maculiformis
- Venturia mandshurica
- Venturia minuta
- Venturia nashicola
- Venturia nitida
- Venturia palustris
- Venturia polygoni-vivipari
- Pappelschorf (Venturia populina)
- Venturia potentillae
- Venturia pyrina
- Venturia ribis
- Venturia rumicis
- Weidenschorf (Venturia saliciperda)
- Venturia subcutanea
- Venturia thwaitesii
- Venturia viennotii